# Nikolaj Kuznjecov
Nikolaj Ivanovič Kuznjecov (ruski Николай Иванович Кузнецов; 27. srpnja 1911. – 9. ožujka 1944.) je bio sovjetski obavještajni agent i partizan koji je djelovao u okupiranoj Ukrajini tijekom Drugog svjetskog rata. Tijekom rata, koristio je pseudonim Gračev.
Rođen je u seljačkoj obitelji u Jekatarinburškoj oblasti. Studirao je šumarstvo na tehničkoj školi, a nakon otkrića svog talenta za jezike naučio je njemački, esperanto, poljski i ukrajinski jezik. Godine 1932. se zaposlio u Sverdlovskom industrijskom institutu i tu je nastavio učiti njemački i druge strane jezike. Govorio je njemački toliko dobro da su njemački inženjeri, koji su također tu radili, mislili da je on rođeni Nijemac. 
Godine 1938. Kuznjecov se preselio u Moskvu i stupio je u NKVD. Kada je 1941. započela njemačka invazija na SSSR, Kuznjecov je poslao svoj zahtjev da se pridruži partizanima u Ukrajini koju su okupirali nacisti. Godine 1942. se borio u centralnoj i zapadnoj Ukrajini u partizanskoj jedinici "Pobjednici" koje je predvodio Dimitri Medvedev. Kuznjecov je bio na čelu nekoliko kompleksnih operacija, uključujući ubojstva i otmice visokih nacističkih službenika u regijama Rovna i Lavova, kao što su uspješne operacije protiv njemačkog vrhovnog suca za Ukrajinu, viceguvernera Galicije, savjetnika Reichskommissara Ukrajine, trojice njemačkih generala itd. 
Kuznjecov je također prvi obavještajni agent koji je otkrio njemačke planove o pokretanju velikog masovnog napada kod Kurska, informacije o njemačkim raketama V-2, njemačkim planovima da se podigne ustanak na Kavkazu protiv SSSR-a i Hitlerove planove da se ubiju vođe Sovjetskog Saveza, Sjedinjenih Država i Velike Britanije tijekom Teheranske konferencije. U borbi protiv nacista, Nikolaj Kuznjecov je pokazao izuzetnu hrabrost i oštroumnost. Ubijen je 9. ožujka 1944. u obračunu s pripadnicima Ukrajinske pobunjeničke vojske Stepana Bandere blizu Lavova. Nikolaj Ivanovič Kuznjecov je postumno odlikovan ordenom Heroja Sovjetskog Saveza.

## Vanjske poveznice
- Кузнецов Николай Иванович, warheroes.ru (rus.)